# Helen Rose
Helen Rose (Chicago, 2 febbraio 1904 – Palm Springs, 9 novembre 1985) è stata una costumista statunitense, vincitrice di due premi oscar.
Fu a capo del dipartimento costumi della MGM dal 1943 ai tardi anni sessanta.

## Biografia
Nata nel 1904 da William Bromberg e Ray Bobbs, era di famiglia russo-tedesca. Studiò all'Accademia di Belle Arti di Chicago e cominciò a disegnare costumi per il teatro e per spettacoli di night club. Nel 1929, si trasferì a Los Angeles, dove lavorò per le Ice Follies.
Nei primi anni quaranta, lavorò un paio d'anni per la 20th Century Fox, disegnando i costumi per le scene musicali dei film. Nel 1943, le fu offerto dalla MGM il posto di Robert Kalloch, il capo del dipartimento costumi della casa di produzione, posizione occupata fino a due anni prima da Adrian, che aveva lasciato gli studios di Culver City nel 1941. Helen Rose lavorerà per la casa di produzione per più di vent'anni.
Vinse due premi oscar per i miglior costumi: il primo nel 1953 per il film Il bruto e la bella e il secondo nel 1956 per il film Piangerò domani.
Fu lei a disegnare nel 1956 l'abito nuziale della principessa Grace di Monaco in occasione delle sue nozze con il principe Ranieri III.
Lasciò la MGM nei tardi anni sessanta, aprendo un proprio studio di moda.

## Costumi di Helen Rose per il cinema

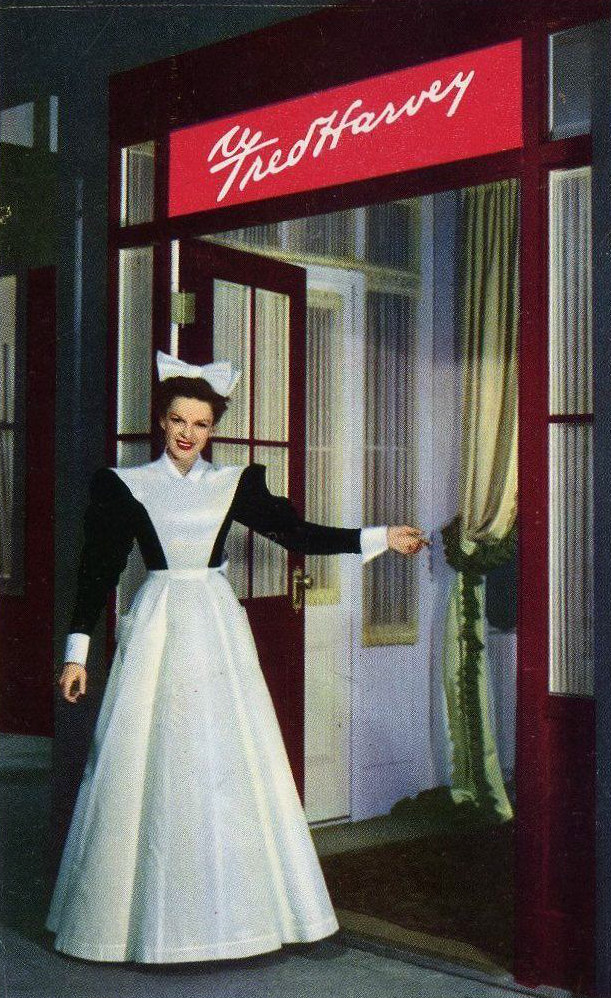
Judy Garland (1946) Le ragazze di Harvey
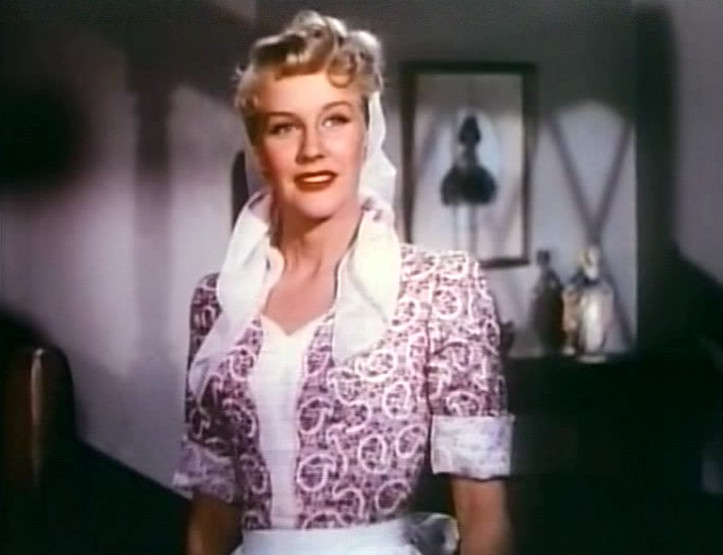
Dorothy Patrick (1946) Nuvole passeggere

## Filmografia
- We're in the Legion Now, regia di Crane Wilbur - costumi dei ballerini (1936)
- Vecchia San Francisco (Hello Frisco, Hello), regia di H. Bruce Humberstone - costumi per le sequenze musicali (1943)
- L'isola delle sirene (Coney Island), regia di Walter Lang - costumi (1943)
- Stormy Weather, regia di Andrew L. Stone - costumista (1943)
- Ziegfeld Follies, regia di Lemuel Ayers, Roy Del Ruth, Vincente Minnelli e altri - costumista (1945)
- Le ragazze di Harvey (The Harvey Girls), regia di George Sidney - costumi (1946)
- Due sorelle di Boston (Two Sisters from Boston), regia di Henry Koster - costumi (1946)
- Nuvole passeggere (Till the Clouds Roll By), regia di Richard Whorf e, non accreditati, Vincente Minnelli e George Sidney - costumista (1946)
- La danza incompiuta (The Unfinished Dance), regia di Henry Koster - costumi (1947)
- Merton of the Movies, regia di Robert Alton - costumi donne (1947)
- Good News, regia di Charles Walters - costumi donne (1947)
- La sposa ribelle (The Bride Goes Wild), regia di Norman Taurog - costumista (1948)
- La legge del cuore (Big City), regia di Norman Taurog - costumista (1948)
- La lunga attesa di Mervyn LeRoy (Homecoming) - costumista (1948)
- Così sono le donne (A Date with Judy), regia di Richard Thorpe - costumista (1948)
- Crociera di lusso (Luxury Line), regia di Richard Whorf - costumista (1948)
- Parole e musica (Words and Music), regia di Norman Taurog - costumista (1948)
- Atto di violenza (Act of Violence), regia di Fred Zinnemann - costumi donne (1948)
- Facciamo il tifo insieme (Take Me Out to the Ball Game), regia di Busby Berkeley - costumi donne (1949)
- Il Danubio rosso (The Red Danube), regia di George Sidney - costumi (1949)
- Il bacio di mezzanotte (That Midnight Kiss), regia di Norman Taurog - costumi (1949)
- Un giorno a New York (On the Town), regia di Stanley Donen e Gene Kelly - costumi (1949)
- Ritorno del campione (The Stratton Story), regia di Sam Wood (1949)

### Anni cinquanta

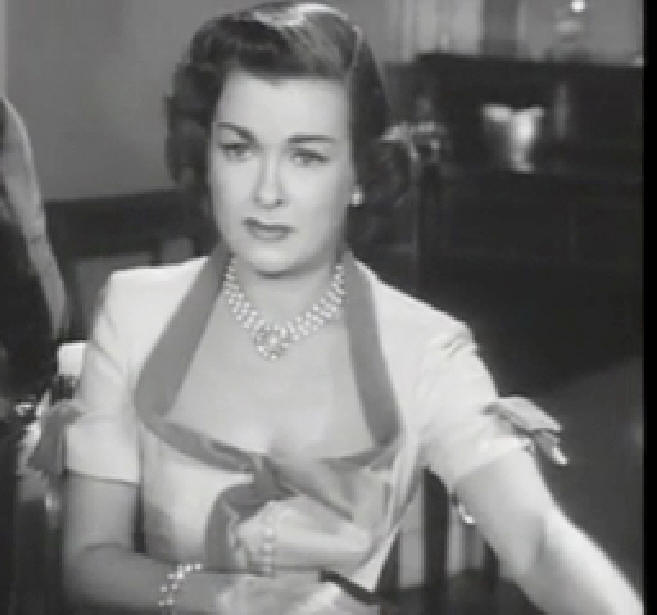
Joan Bennett:Papà diventa nonno (1950)
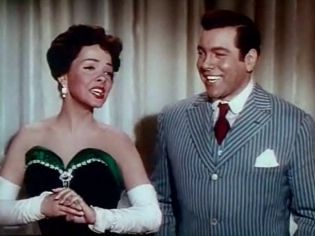
Grayson e Lanza (1950): Il pescatore della Louisiana
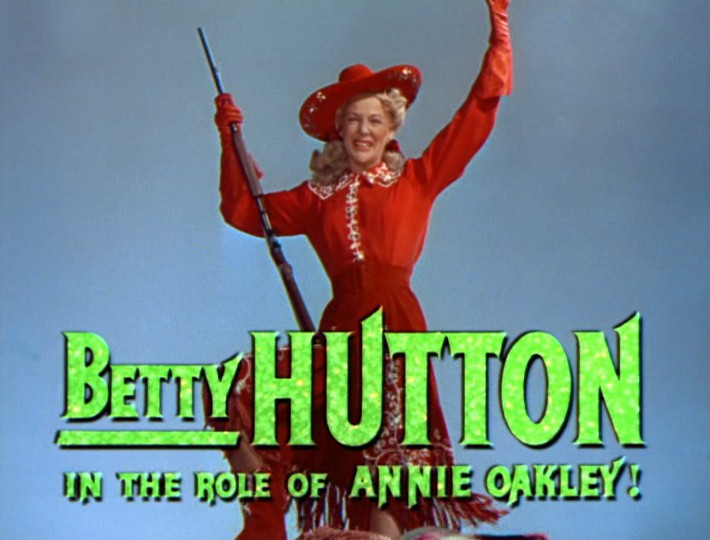
Betty Hutton Anna prendi il fucile (1950)
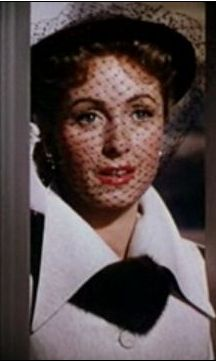
Danielle Darrieux Ricca giovane e bella (1951)
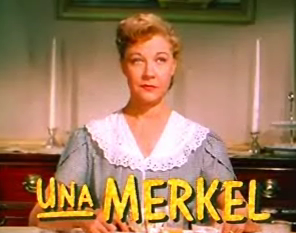
Una Merkel I Love Melvin (1953)
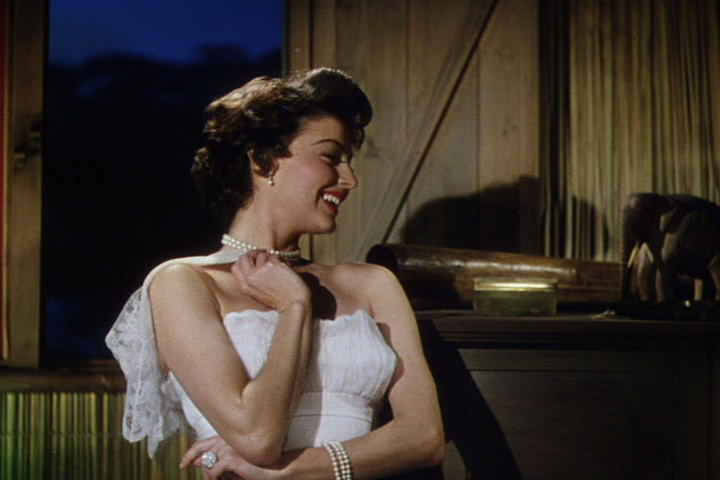
Ava Gardner Mogambo (1953)
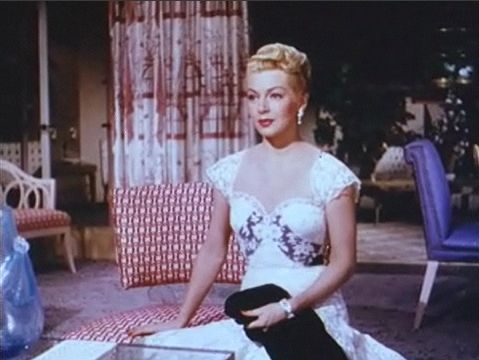
Lana Turner Amanti latini (1953)

- Nancy va a Rio (Nancy Goes to Rio), regia di Robert Z. Leonard - costumi (1950)
- Testa rossa (The Reformer and the Redhead), regia di Melvin Frank e Norman Panama - costumi (1950)
- Anna prendi il fucile (Annie Get Your Gun), regia di George Sidney e, non accreditato, Busby Berkeley - costumi donne (1950)
- La sbornia di David (The Big Hangover), regia di Norman Krasna - costumi (1950)
- Il padre della sposa (Father of the Bride), regia di Vincente Minnelli - costumi donne (1950)
- Tre piccole parole (Three Little Words), regia di Richard Thorpe - costumi (1950)
- La duchessa dell'Idaho (Duchess of Idaho), regia di Robert Z. Leonard - costumi (1950)
- Il pescatore della Louisiana (The Toast of New Orleans), regia di Norman Taurog - costumi donne (1950)
- Il messicano (Right Cross), regia di John Sturges - costumi donne (1950)
- Indianapolis (To Please a Lady), regia di Clarence Brown - costumi (1950)
- Due settimane d'amore (Two Weeks with Love), regia di Roy Rowland - costumi donne (1950)
- Canzone pagana (Pagan Love Song), regia di Robert Alton - costumi (1950)
- Risposiamoci tesoro! (Grounds for Marriage), regia di Robert Z. Leonard - costumi (1951)
- Papà diventa nonno (Father's Little Dividend), regia di Vincente Minnelli - costumi donne (1951)
- Il grande Caruso (The Great Caruso), regia di Richard Thorpe - costumi donne (1951)
- Largo passo io! (Excuse My Dust), regia di Roy Rowland e, non accreditati, Buster Keaton e Edward Sedgwick - costumi donne (1951)
- Matrimonio all'alba (Strictly Dishonorable), regia di Melvin Frank e Norman Panama - costumi donne (1951)
- Ricca giovane e bella (Rich, Young and Pretty), regia di Norman Taurog - costumi (1951)
- La donna del gangster (The Strip), regia di László Kardos - costumi donne (1951)
- Omertà (The People Against O'Hara), regia di John Sturges - costumi (1951)
- La sirena del circo (Texas Carnival), regia di Charles Walters - costumi (1951)
- Callaway Went Thataway, regia di Melvin Frank e Norman Panama - costumi (1951)
- Lo sconosciuto (The Unknown Man) di Richard Thorpe - costumi (1951)
- L'ingenua maliziosa (Too Young to Kiss) di Robert Z. Leonard - costumi per le donne (1951)
- L'immagine meravigliosa (The Light Touch) di Richard Brooks - costumi (1952)
- Perfido invito (Invitation) di Gottfried Reinhardt - costumi (1952)
- The Belle of New York, regia di Charles Walters - costumi per le donne (1952)
- Marito per forza (Love Is Better Than Ever) di Stanley Donen - costumi (1952)
- La dama bianca (The Girl in White) di John Sturges - costumi (1952)
- Gonne al vento (Skirts Ahoy!) di Sidney Lanfield - costumi (1952)
- Washington Story di Robert Pirosh - costumista (1952)
- Holiday for Sinners di Gerald Mayer - costumi per le donne (1952)
- La vedova allegra (The Merry Widow) di Curtis Bernhardt - costumi donne (1952)
- Da quando sei mia (Because You're Mine) di Alexander Hall - costumista (1952)
- La ragazza della domenica (Everything I Have Is Yours) di Robert Z. Leonard - costumista (1952)
- La ninfa degli antipodi (Million Dollar Mermaid) di Mervyn LeRoy - costumi per le scene musicali (1952)
- Il prezzo del dovere (Above and Beyond) di Melvin Frank e Norman Panama - costumista (1952)
- Storia di tre amori (The Story of Three Loves) di Vincente Minnelli e Gottfried Reinhardt - costumista (1953)
- I Love Melvin, regia di Don Weis - costumi (1953)
- Vita inquieta (The Girl Who Had Everything), regia di Richard Thorpe - costumi: donne (1953)
- Amore provinciale (Small Town Girl), regia di László Kardos - costumi (1953)
- Sombrero, regia di Norman Foster - costumi (1953)
- La porta del mistero (Remains to Be Seen), regia di Don Weis - costumi (1953)
- Nebbia sulla Manica (Dangerous When Wet), regia di Charles Walters - costumi (1953)
- La sposa sognata (Dream Wife), regia di Sidney Sheldon - costumi: donne (1953)
- Amanti latini (Latin Lovers), regia di Mervyn LeRoy - costumi: donne (1953)
- La maschera e il cuore (Torch Song), regia di Charles Walters - costumi (1953)
- Fatta per amare (Easy to Love), regia di Charles Walters - costumi: donne (1953)
- Tre ragazze di Broadway (Give a Girl a Break), regia di Stanley Donen - costumi (con Herschel McCoy (1953)
- Così parla il cuore (Deep in My Heart), regia di Stanley Donen - costumi: donne (1954)
- Annibale e la vestale (Jupiter's Darling), regia di George Sidney - costumi con Walter Plunkett (1955)
- È sempre bel tempo (It's Always Fair Weather), regia di Stanley Donen e Gene Kelly (1955)
- Le piogge di Ranchipur (The Rains of Ranchipur), regia di Jean Negulesco - costumi per Miss Turner (1955)

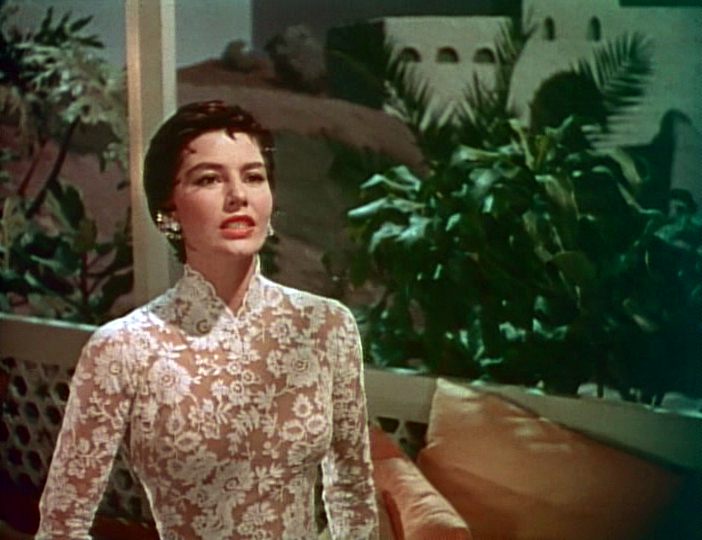
Cyd Charisse Così parla il cuore (1954)
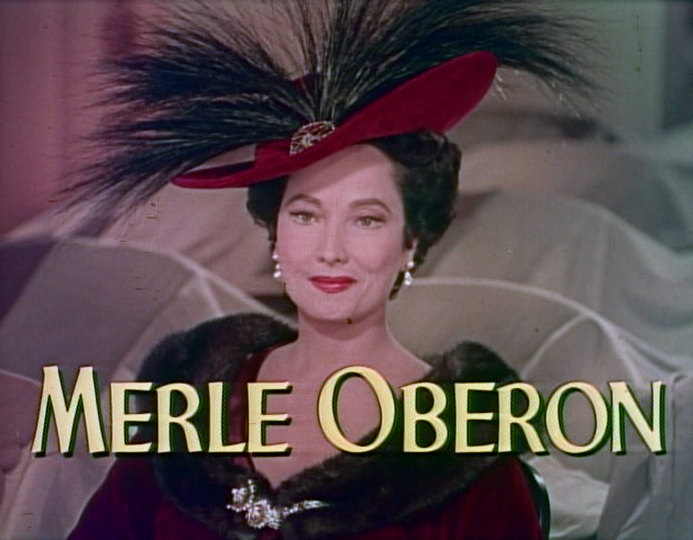
Merle Oberon Così parla il cuore (1954)
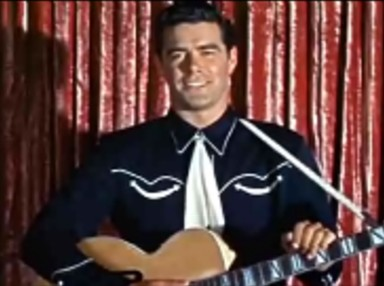
Jeff Richards Sesso debole? (film 1956) (1956)
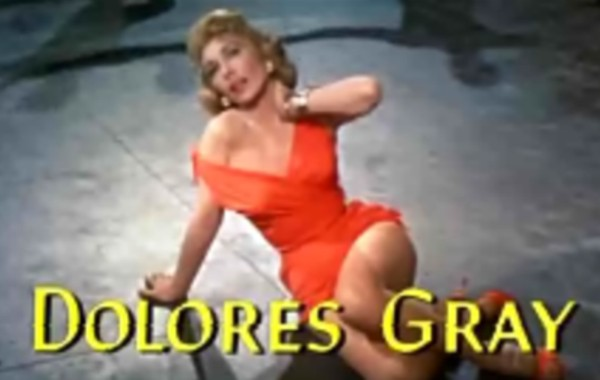
Dolores Gray (1957) La donna del destino

- Alta società (High society), regia di Charles Walters - costumista (1956)
- Il pianeta proibito (Forbidden Planet) - costumista per l'attrice Anne Francis (1956)
- I filibustieri della finanza (The Power and the Prize), regia di Henry Koster - costumi (1956)
- Sesso debole? (The Opposite Sex), regia di David Miller - costumi (1956)
- 10.000 camere da letto (Ten Thousand Bedrooms), regia di Richard Thorpe - costumi (1957)
- La donna del destino (Designing Woman), regia di Vincente Minnelli - costumi (1957)
- La bella di Mosca (Silk Stockings), regia di Rouben Mamoulian - costumi (1957)
- Alla larga dal mare (Don't Go Near the Water), regia di Charles Walters - costumi (1957)
- Come sposare una figlia (The Reluctant Debutante), regia di Vincente Minnelli - costumi (1958)
- Il dominatore di Chicago (Party Girl), regia di Nicholas Ray - costumi (1958)
- Il marito latino (Count Your Blessings), regia di Jean Negulesco - costumi (1959)
- Il gioco dell'amore (The Mating Game), regia di George Marshall - costumi (1959)
- Tutte le ragazze lo sanno (Ask Any Girl), regia di Charles Walters - costumi (1959)
- Cominciò con un bacio (It Started with a Kiss), regia di George Marshall - costumi (1959)
- Gazebo (The Gazebo), regia di George Marshall - costumi (1959)

### Anni sessanta
- I giovani cannibali (All the Fine Young Cannibals), regia di Michael Anderson - costumi (1960)
- Venere in visone (BUtterfield 8), regia di Daniel Mann - costumi (1960)
- Va nuda per il mondo (Go Naked in the World), regia di Ranald MacDougall e Charles Walters	(non accreditato) - costumi (1961)
- Per favore non toccate le palline (The Honeymoon Machine), regia di Richard Thorpe - costumi (1961)
- Ada Dallas (Ada), regia di Daniel Mann - costumi (1961)
- Uno scapolo in paradiso (Bachelor in Paradise), regia di Jack Arnold - costumi (1961)
- Una fidanzata per papà (The Courtship of Eddie's Father), regia di Vincente Minnelli - costumi (1963)
- Ciao, Charlie (Goodbye Charlie), regia di Vincente Minnelli - costumi (1964)
- La ragazza made in Paris (Made in Paris), regia di Boris Sagal - costumi (1966)
- Uffa papà quanto rompi (How Sweet It Is!), regia di Jerry Paris - costumi (1968)